# Element
Element (в минулому Riot та Vector) — вільний та відкритий клієнт обміну повідомленнями по Matrix-протоколу.
Element підтримує наскрізне шифрування груп й обміну файлів між користувачами. Element розробляється компанією New Vector Limited, яка також розробляє Matrix.

## Опис
Element має певні відзнаки:
- підтримує обмін повідомленнями між користувачами, групами, каналами;[10]
- обмін файлами;
- наскрізне шифрування при будь-якому обміну повідомленнями;
- реєстрація не потребує номера мобільного телефона;
- наявність eMail-поштової скриньки не обов'язкова;
- клієнти доступні для всіх поширених платформ: як web-додаток, що працює прямо в браузері, як мобільний додаток для Android та й iOS платформ.

Розробкою додатку займається насамперед компанія New Vector Limited, яка також бере участь у розробці протоколу Matrix

## Історія
Element з моменту заснування був відомий як Vector, але коли додаток вийшов з бета-версії у 2016-тому році, його перейменували в вересні на Riot.
У 2016-тому році розробник вдався до першої спроби реалізувати наскрізне шифрування Matrix, проте змога була надана лиш у бета-версії для користувачів. Уже в березні 2020 року функція була залучена типово для Riot.
У квітні 2019 року в Google Play Store було опубліковано змінений додаток Riot у зв'язку зі зломом криптографічних ключів, що були використані у Riot для Android.
У липні 2020 року Riot був перейменований в Element.
У січні додаток був видалений з мережі Google Play Store через розміщення непристойного матеріалу на серверах matrix.org, але згодом додаток повернули, коли співробітники Element розв'язали проблему.

## Особливості
Element має розвинуті можливості підключатись до інших мереж обміну повідомленнями, наприклад, з такими як IRC, Slack, Telegram та інші через так звані «мости». На додаток, клієнт інтегрує голосові та відеозаписи однорангових та групових чатів через WebRTC. Через те що самостійно додаток дозволяє підключатись до будь-якого серверу, в тому числі, й власному, Element є популярним засобом побудови як приватних мереж, так й захищених.